# Luperosaurus kubli
Luperosaurus kubli là một loài thằn lằn trong họ Gekkonidae. Loài này được Brown, Diesmos & Duya mô tả khoa học đầu tiên năm 2007. Nó là loài đặc hữu đảo Luzon ở Philippines.

## Từ nguyên
Tính từ định danh kubli có nguồn gốc từ tiếng Tagalog (tiếng Filipino truyền thống) để chỉ ẩn giấu, không biết hay giấu giếm che đậy, để nói tới tập tính nhút nhát của loài bò sát rừng dường như khá hiếm thấy này, cũng như để nói tới các mối quan hệ hệ thống học không chắc chắn của chi Luperosaurus.

## Quan hệ họ hàng
Luperosaurus kubli trông gần giống nhất với L. macgregori và ở mức độ ít hơn là với L. palawanensis. Mặc dù việc xếp loài này vào chi Luperosaurus dường như làm nhòe đi sự khác biệt về khái niệm chi đối với các chi Luperosaurus và Gekko. Các loài của chi Luperosaurus nói chung có chiều dài đầu mõm-lỗ huyệt (SVL) chỉ trong khoảng 25–85 cm, nhưng L. kubli có SVL lên tới 105 cm.